# 5 (Mrs. GREEN APPLEのアルバム)
『5』（ファイブ）は、Mrs. GREEN APPLEの1枚目のベストアルバム。2020年7月8日にユニバーサルミュージック内のレーベル・EMI Recordsより発売。

## 背景とリリース
Mrs. GREEN APPLEのメジャーデビュー5周年を記念して制作されたベストアルバムで、過去のインディーズ作品から最新のシングルまで楽曲が幅広く収録されている。リリース日はMrs. GREEN APPLEがメジャーデビューを果たした7月8日で、EDEN no SONO Live at YOKOHAMA ARENA 2019.12.08と同時に発売する。また、既発曲にはリマスタリングが施されている。
本アルバム発売日と同日、フェーズ1完結と題しバンドの活動休止が発表された。また2021年12月30日にメンバーの山中綾華と髙野清宗が脱退したため、メジャーデビュー以降当時の5人体制の同グループとしては最後の作品となった。
初回限定盤・通常盤・完全生産限定盤の「5 COMPLETE BOX」の3形態で発売。初回限定盤は過去のライブ映像などを収録したDVDが付属する。完全生産限定の「5 COMPLETE BOX」は初回限定盤に加え、同日発売のライブ映像作品「EDEN no SONO Live at YOKOHAMA ARENA 2019.12.08」の初回限定盤、復刻Tシャツ・LPサイズフォトポスターが付属する。
| 形態           | 規格                 | 規格品番   |
| -------------- | -------------------- | ---------- |
| 初回限定盤     | CD+DVD               | UPCH-29363 |
| 通常盤         | CD                   | UPCH-20549 |
| 5 COMPLETE BOX | CD+DVD+Blu-ray+GOODS | UPCH-29368 |

また、チェーン別の購入特典も用意されている。
| 対象店舗                 | 特典内容                                        |
| ------------------------ | ----------------------------------------------- |
| Amazon                   | メガジャケ                                      |
| TOWER RECORDS            | ポストカード                                    |
| HMV&BOOKS                | マルチケース                                    |
| TSUTAYA                  | ポスター TSUTAYA ver.（A2サイズ）               |
| 楽天ブックス             | コンパクトミラー                                |
| UNIVERSAL MUSIC STORE    | ポスター UNIVERSAL MUSIC STORE ver.（A2サイズ） |
| セブンネットショッピング | トートバッグ                                    |
| 応援店                   | ポスター（A2サイズ）                            |

## 収録内容
| 全作詞・作曲・編曲: 大森元貴。 |                              |           |            |                                                                           |      |
| #                              | タイトル                     | 作詞      | 作曲・編曲 |                                                                           | 時間 |
| 1.                             | 「スターダム」               | 大森元貴  | 大森元貴   |                                                                           | 3:51 |
| 2.                             | 「我逢人」                   | 大森元貴  | 大森元貴   |                                                                           | 3:20 |
| 3.                             | 「StaRt」                    | 大森元貴  | 大森元貴   | ストリングスアレンジ: 中西亮輔                                            | 3:32 |
| 4.                             | 「Speaking」                 | 大森元貴  | 大森元貴   |                                                                           | 3:49 |
| 5.                             | 「パブリック」               | 大森元貴  | 大森元貴   |                                                                           | 3:45 |
| 6.                             | 「サママ・フェスティバル！」 | 大森元貴  | 大森元貴   | ストリングスアレンジ: 中西亮輔                                            | 4:24 |
| 7.                             | 「In the Morning」           | 大森元貴  | 大森元貴   | ストリングス&トランペットアレンジ: 中西亮輔                               | 3:59 |
| 8.                             | 「鯨の唄」                   | 大森元貴  | 大森元貴   | ストリングスアレンジ: 中西亮輔                                            | 6:04 |
| 9.                             | 「どこかで日は昇る」         | 大森元貴  | 大森元貴   | ストリングスアレンジ: 中西亮輔                                            | 5:03 |
| 10.                            | 「WanteD! WanteD!」          | 大森元貴  | 大森元貴   |                                                                           | 3:39 |
| 11.                            | 「Love me, Love you」        | 大森元貴  | 大森元貴   | ホーンアレンジ: 伊藤賢                                                    | 4:45 |
| 12.                            | 「アウフヘーベン」           | 大森元貴  | 大森元貴   | ピアノアレンジ: 片木希依 (from jizue) ストリングス&ホーンアレンジ: 伊藤賢 | 4:17 |
| 13.                            | 「青と夏」                   | 大森元貴  | 大森元貴   | ストリングスアレンジ: 山下洋介                                            | 4:33 |
| 14.                            | 「僕のこと」                 | 大森元貴  | 大森元貴   | ストリングス&トランペットアレンジ: 伊藤賢                                 | 5:23 |
| 15.                            | 「ロマンチシズム」           | 大森元貴  | 大森元貴   |                                                                           | 3:34 |
| 16.                            | 「インフェルノ」             | 大森元貴  | 大森元貴   | アディショナルホーンアレンジ: 藤澤涼架                                    | 3:36 |
| 17.                            | 「アボイドノート」           | 大森元貴  | 大森元貴   |                                                                           | 3:53 |
| 18.                            | 「PRESENT (Japanese ver.)」  | 大森元貴  | 大森元貴   |                                                                           | 3:29 |
| 19.                            | 「Theater」                  | 大森元貴  | 大森元貴   |                                                                           | 5:27 |
| 合計時間:                      | 合計時間:                    | 合計時間: | 80:23      |                                                                           |      |

| #  | タイトル                                                         | 作詞 | 作曲・編曲 | 監督            |
| -- | ---------------------------------------------------------------- | ---- | ---------- | --------------- |
| 1. | 「Mrs. GREEN APPLE 2014〜2019 LIVE & FES映像メンバー視聴座談会」 |      |            | 川崎龍弥        |
| 2. | 「Mrs. GREEN APPLE 2014〜2019 LIVE映像」                         |      |            | 川崎龍弥        |
| 3. | 「Mrs. GREEN APPLE 2014〜2019 FES映像」                          |      |            |                 |
| 4. | 「アボイドノート Music Video」                                   |      |            | 瀬里義治（SEP） |
| 5. | 「PRESENT (Japanese ver.) Music Video」                          |      |            | マザーファッ子  |
| 6. | 「Theater Music Video」                                          |      |            | 石川駿人        |
| 7. | 「Behind the scenes of "5"」                                     |      |            | 石川駿人        |

## 楽曲解説
スターダム
自主制作1stミニアルバム『Introduction』収録曲。新録バージョンで収録。XFLAGスマホゲーム「スタースマッシュ」プロモーションムービーソング。
2020年6月24日に先行配信された。
我逢人
2ndミニアルバム『Progressive』収録曲。
StaRt
3rdミニアルバム『Variety』収録曲。花王「メリット」CMソング。
Speaking
1stシングル表題曲。テレビ東京系アニメ「遊☆戯☆王ARC-V」エンディングテーマ。
パブリック
1stフルアルバム『TWELVE』収録曲。
サママ・フェスティバル！
2ndシングル表題曲。日本工学院2016CMソング。
In the Morning
3rdシングル表題曲。関西テレビ・フジテレビ系『#nakedEve』エンディングテーマ。
鯨の唄
2ndフルアルバム『Mrs. GREEN APPLE』収録曲。
どこかで日は昇る
4thシングル表題曲。劇場用映画『笑う招き猫』主題歌、MBS／TBSドラマ『笑う招き猫』エンディングテーマ。
WanteD! WanteD!
5thシングル表題曲。カンテレ・フジテレビ系 火9ドラマ『僕たちがやりました』オープニング曲。
Love me, Love you
6thシングル表題曲。AbemaTVドラマ『御曹司ボーイズ』主題歌。
3rdフルアルバム『ENSEMBLE』にはアルバムバージョンで収録された為、シングルバージョンは初収録となる。
アウフヘーベン
3rdフルアルバム『ENSEMBLE』収録曲。
青と夏
7thシングル表題曲。映画『青夏 きみに恋した30日』主題歌。
僕のこと
8thシングル表題曲。第97回全国高等学校サッカー選手権大会 応援歌。
ロマンチシズム
9thシングル表題曲。資生堂シーブリーズ CMソング。
インフェルノ
3rd配信限定シングル。4thフルアルバム『Attitude』収録曲。MBS・TBS系全国28局ネット「スーパーアニメイズム」TVアニメ「炎炎ノ消防隊」オープニング主題歌。
アボイドノート
大森がベストアルバムのために書き下ろした新曲。
2020年5月27日から先行配信が行われた。
PRESENT (Japanese ver.)
2020年4月10日にリリースされた4th配信限定シングル「PRESENT (English ver.)」の日本語版。
同年5月8日から先行配信がスタートされ、同日にMVも公開された。
Theater
大森がベストアルバムのために書き下ろした新曲。フェーズ1最後の曲。

## 5 -Instrumentals-
活動休止前最後のアリーナツアー「エデンの園」初日となる横浜アリーナ公演から1年後の2020年12月7日に、インストゥルメンタル・アルバム『5 -Instrumentals-」が配信限定でリリースされた。ボーナストラックとして「点描の唄」のインストゥルメンタルバージョンも収録されている。
| #         | タイトル                                                      | 作詞  | 作曲・編曲 | 時間 |
| --------- | ------------------------------------------------------------- | ----- | ---------- | ---- |
| 1.        | 「スターダム (Instrumental)」                                 |       |            | 3:51 |
| 2.        | 「我逢人 (Instrumental)」                                     |       |            | 3:20 |
| 3.        | 「StaRt (Instrumental)」                                      |       |            | 3:32 |
| 4.        | 「Speaking (Instrumental)」                                   |       |            | 3:48 |
| 5.        | 「パブリック (Instrumental)」                                 |       |            | 3:45 |
| 6.        | 「サママ・フェスティバル！ (Instrumental - 2020 Remastered)」 |       |            | 4:24 |
| 7.        | 「In the Morning (Instrumental)」                             |       |            | 3:59 |
| 8.        | 「鯨の唄 (Instrumental)」                                     |       |            | 6:04 |
| 9.        | 「どこかで日は昇る (Instrumental)」                           |       |            | 5:03 |
| 10.       | 「WanteD! WanteD! (Instrumental)」                            |       |            | 3:38 |
| 11.       | 「Love me, Love you (Instrumental)」                          |       |            | 4:44 |
| 12.       | 「アウフヘーベン (Instrumental)」                             |       |            | 4:17 |
| 13.       | 「青と夏 (Instrumental)」                                     |       |            | 4:33 |
| 14.       | 「僕のこと (Instrumental)」                                   |       |            | 5:22 |
| 15.       | 「ロマンチシズム (Instrumental)」                             |       |            | 3:34 |
| 16.       | 「インフェルノ (Instrumental)」                               |       |            | 3:36 |
| 17.       | 「アボイドノート (Instrumental)」                             |       |            | 3:53 |
| 18.       | 「PRESENT (Japanese ver.) (Instrumental)」                    |       |            | 3:28 |
| 19.       | 「Theater (Instrumental)」                                    |       |            | 5:27 |
| 20.       | 「点描の唄 (Instrumental)」                                   |       |            | 5:09 |
| 合計時間: | 合計時間:                                                     | 85:27 |            |      |